# Copa Paz del Chaco 1980
Copa Paz del Chaco 1980 – turniej towarzyski o puchar Paz del Chaco odbył się po raz szósty w 1980 roku. W turnieju uczestniczyły zespoły: Paragwaju i Boliwii.

## Mecze
| 26 sierpnia La Paz |  | Boliwia | 1 | - | 1 | Paragwaj |

| 18 września Asunción |  | Paragwaj | 2 | - | 1 | Boliwia |

## Końcowa tabela
| M | Reprezentacja | L.m. | Zw. | Rem. | Por. | Bramki | R.br. | Pkt |
| 1 | Paragwaj      | 2    | 1   | 1    | 0    | 3:2    | +1    | 3   |
| 2 | Boliwia       | 2    | 0   | 1    | 1    | 2:3    | -1    | 1   |

Triumfatorem turnieju Copa Paz del Chaco 1980 został zespół Paragwaju.